# Сега мега драјв
Сега мега драјв (енгл. Sega Mega Drive) или Сега џенесис (енгл. Sega Genesis) име је за 16-битну играчку конзолу коју је производила јапанска компанија Сега. Ова конзола се појавила на јапанском тржишту 1988, 1989. на америчком, и 1990. у Европи и осталим земљама света. У САД Сега мега драјв је била позната под именом Сега џенесис, јер компанија Сега није успела да осигура име „мега драјв” за то тржиште.
У Југославији се конзола званично дистрибуирала од 1993/1994. Почетком 1995. конзола је постала широко популарна у земљи, због кризе популарних 16-битних Аmiga рачунара. Конзолу су продавали многи домаћи дистрибутери са сопственим видео клубовима, који су се сви звали Segoteka. Сега је званично објавила два модела за југословенско тржиште – први јапански, који се продаје у зеленој кутији са Мега Дриве „2“ са серијским бројем МК-1631-07, и други европски, који се продаје у црној кутији и познат као Мега Дриве „II“ са серијским бројем МК-1631-50. Упоредо са све већом популарношћу, српско тржиште је преплављено јефтиним пиратским кертриџима и клонским конзолама Мега Дриве.